# Pieter Feddes van Harlingen

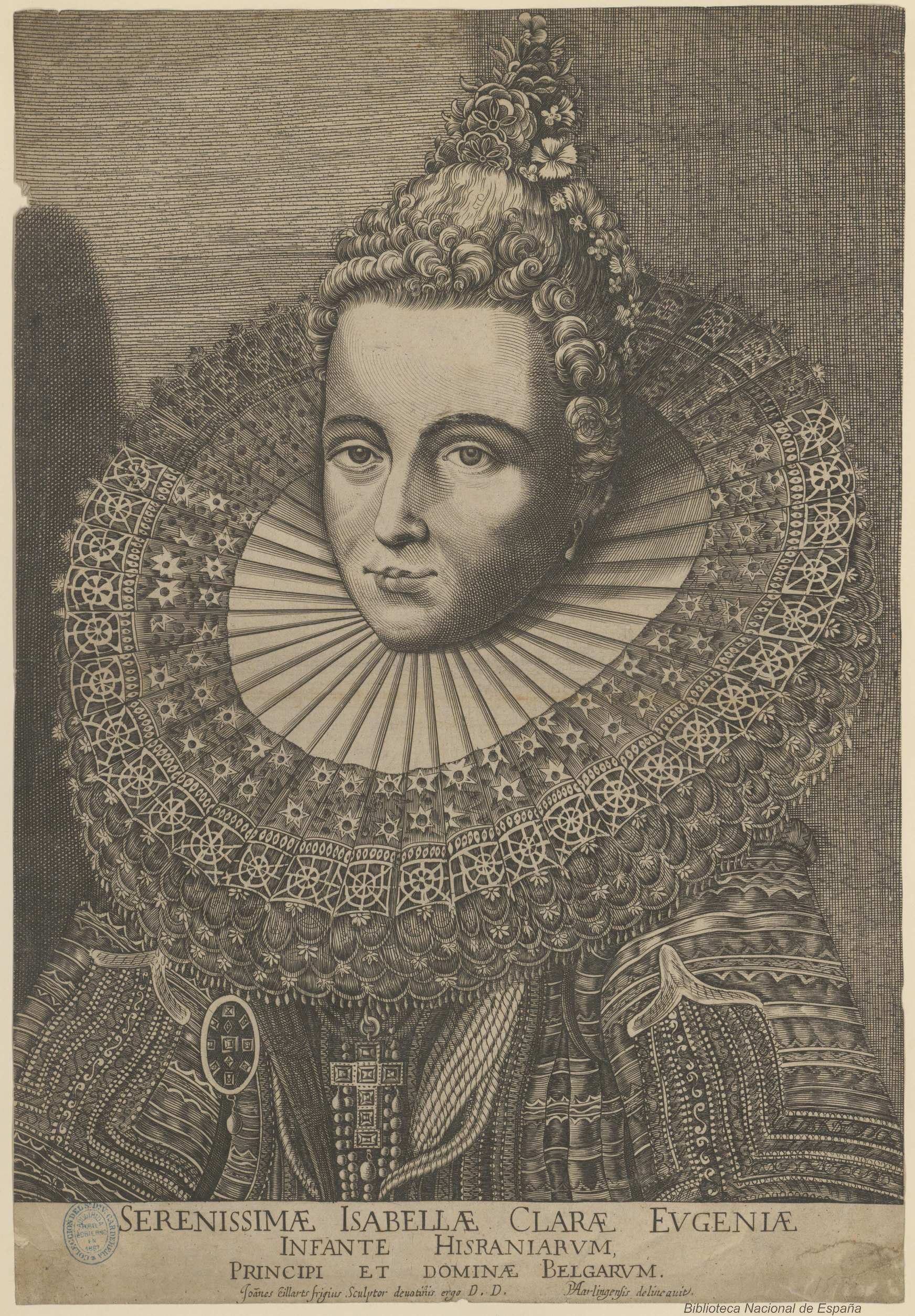
Retrato de Isabel Clara Eugenia, aguafuerte de Johannes Eillarts por dibujo de Pieter Feddes van Harlingen. Biblioteca Nacional de España. Inscripción: «Serenissimae Isabellae Clarae Evgenia / Infante Hispaniarvm / Principe et dominae belgarvm». Firmado: Joanes Eillarts frigius Sculptor deuotinis ergo D.D. ; PVHarlingensis delineauit.

Pieter Feddes van Harlingen (Harlingen, c. 1586-Leeuwarden, 1623) fue un pintor y grabador frisón del Siglo de oro neerlandés.

## Biografía y obra
Según la inscripción que figura en el óvalo que rodea a su retrato, grabado en 1615 por Nicolaes van Geelkercken, a los 29 años de edad, habría nacido en 1586 en Harlingen, pues generalmente firmaba sus grabados agregando al nombre Harlingensis. De su vida apenas se sabe que tuvo amistad con el poeta Jan Jansz. Staert, al que dedicó unos versos publicados en 1621 en la primera edición del Friesche Lust-hof, un florilegio de la obra poética de Staert, y que en 1622 residía en Leeuwarden, a donde podría haber llegado en 1612. Aunque, según testimonian las firmas de los grabados, compaginó la labor de pintor con la de grabador, no ha llegado ninguna pintura segura de su mano, si bien se le atribuyen algunos retratos.
Mejor conocida es su labor como grabador y como dibujante. Con algo más de un centenar de grabados, muchos de ellos fechados —el último en 1622— en sus temas hay mayor variedad y, junto a los retratos, se encuentran motivos históricos y bíblicos sobriamente compuestos, modelos anatómicos y estudios de cabezas para estudiantes y tres mapas (de Frisia, Leeuwarden y Franeker) para ilustrar la obra de Martinus Hamconius Frisia seu de viris robusque Frisiae illustribus, junto con la serie de los príncipes frisones.

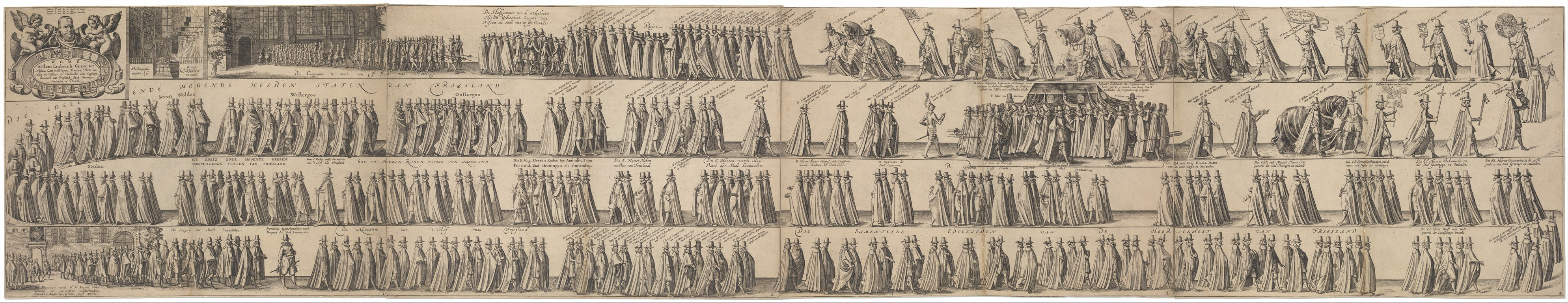
Funeral de Guillermo Luis de Nassau celebrado el 13 de julio de 1620 en Leeuwarden. Aguafuerte. La procesión con los nombres de los participantes se representa en cuatro hojas unidas. Metropolitan Museum of Art.